# György Válaszúti
György Válaszúti (* 1550 in Válaszút, Fürstentum Siebenbürgen; † 1614 in Fünfkirchen) war ein bekannter Vertreter des ungarisch-siebenbürgischen Unitarismus im südlichen Ungarn.

## Leben und Wirken
György Válaszúti wurde um 1550 in der zwischen Klausenburg und Dèzs gelegenen Ortschaft Válaszút (rum. Răscruci) in Siebenbürgen geboren. Seine höheren Studien absolvierte er in Klausenburg. Ein Auslandsstudium ist nicht bekannt. Bereits 1571 wird er als Lehrer am Klausenburger Kolleg geführt, das damals eine der einflussreichsten Lehrstätten des ostmitteleuropäischen Unitarismus gewesen war. Válaszúti ist auch der Verfasser einer 1572 in Klausenburg verfassten Komödie, die die konfessionellen Auseinandersetzungen in Siebenbürgen um das Jahr 1570 reflektierte. 1572 übersiedelte er schließlich von Klausenburg in die unter türkischer Besatzung stehende südungarische Region Baranya mit dem Zentrum Fünfkirchen, um dort den unitarischen Gemeinde- und Schulaufbau zu fördern. Viele Gemeinden im Umfeld Fünfkirchens wurden unter seiner Tätigkeit unitarisch. Die Gemeinde in Fünfkirchen selbst sollte bald eine entscheidende Rolle im ungarisch-siebenbürgischen Unitarismus spielen und wurde eines der Zentren des unitarischen Nonadorantismus (also der Nicht-Anbetung Jesu). So wurde die Stadt mit Beginn der repressiven Kirchenpolitik der neuen Kirchenführung unter Demeter Hunyadi für viele nonadorantistische Pfarrer aus Siebenbürgen eine wichtige Zufluchtsstätte. Válaszúti soll hierbei eine entscheidende Rolle gespielt haben. Hiervon zeugt auch eine Äußerung des von Hunyadi entlassenen Rektors des Klausenburger Kollegs Miklós Bogáti Fazekas über Válaszúti in einem theologischen Traktat, in dem er ihn als Bruder und einen besonders lieben Freund bezeichnete; wahrscheinlich standen beide in intensivem Kontakt. Zugleich wurde aber auch deutlich, dass sich der Unitarismus in Fünfkirchen und dem Umland auf die ungarischen Bevölkerungsanteile beschränken sollte, die südslawische Minderheit blieb in der Regel katholisch. Entsprechend wurde die Hauptkirche Fünfkirchens noch bis 1588 gemeinsam mit der katholischen Minderheit genutzt. 1575 wurde in Transdanubien ein eigenständiger unitarischer Kirchenbezirk eingerichtet, dessen Führung Válaszúti nach dem Tod György Jászberényi 1588 übernahm. Im gleichen Jahr fand in Fünfkirchen auch eine größere Glaubensdisputation zwischen Reformierten und Unitariern aus der Region um Fünfkirchen und Tolna statt. Hierzu verfasste Válaszúti mit der Pécsi disputa eine größere Zusammenfassung der dogmatischen Auffassungen der unitarischen Seite, aus der eine deutlich nonadorantistische Christologie und Dogmatik hervortritt. Die Jahre nach 1612 waren stark von Auseinandersetzungen mit den jesuitischen Missionaren geprägt, die zum Teil über gute Beziehungen nach Konstantinopel verfügten. Unter ihnen war auch der ungarische Jesuit Gergely Vásárhelyi. Válaszúti starb vermutlich 1614. Über seine Familie oder eventuelle Nachkommen liegen keine Angaben vor.

## Werke (Auswahl)
- Disputatio Debreczeniensis, Comoedia Valaszutina illustrata, um 1572
- Az Petsi kerezttien rendnek (...) Valazuti Georginek Scaria Matheual (....) valo bezelgetesnenek (...) igaz oka és rendi, Die Disputation von Fünfkirchen
- Briefwechsel mit dem Dolmetscher des Sultans, um 1574